# Rita Simons
Rita Joanne Simons (Essex, Inglaterra; 10 de marzo de 1977) es una actriz británica, más conocida por haber interpretado a Roxy Mitchell en la serie británica EastEnders.

## Biografía
Rita tiene un hermano mayor, Ben Simons. Su tío es el empresario multimillonario lord Alan Sugar, más conocido en el Reino Unido por el programa The Apprentice. 
En marzo de 2008, se informó que a se le diagnosticó con trastorno de escoliosis, lo cual provoca que su columna se encorve de lado a lado, es por esa razón que Rita es dos pulgadas más corta de lo que debería ser. 
Es muy buena amiga de las actrices Samantha Womack y Diane Parish, y del cantante Duncan James.
Después de salir por casi ocho años Rita se casó en agosto de 2006 con el peluquero Theo Silveston, a quien conoció cuando tenía 19 años. Tienen un par de gemelas, Jaimee Leah Silveston y Maiya Sammy Silveston (abril de 2006). En 2010 reveló que Maiya sufría de displasia de mondini, una anomalía en el oído interno, que conduce a la pérdida de la audición, por lo cual usa audífonos para mejorar la poca audición que tiene. Finalmente en 2012 se decidió que Maiya se realizara un implante coclear que le permitiera oír.

## Carrera
Antes de unirse a EastEndes, apareció como invitada en series como Dream Team y Mile High.
El 24 de julio de 2007, se unió al elenco de la exitosa serie británica EastEnders, donde interpretó a la intrépida Roxy Mitchell hasta el 1 de enero de 2017.

## Filmografía

### Series de televisión[10]
| Año         | Título          | Personaje     | Notas                                |
| ----------- | --------------- | ------------- | ------------------------------------ |
| 2007 - 2017 | EastEnders      | Roxy Mitchell | 973 episodios                        |
| 2010        | EastEnders: E20 | Roxy Mitchell | -                                    |
| 2003        | Mile High       | Hannah        | episodio # 1.4                       |
| 2002        | Dream Team      | -             | episodio "Danny and Peggsy Go Large" |

### Apariciones
| Año  | Título           | Notas      |
| ---- | ---------------- | ---------- |
| 2007 | Children in Need | intérprete |

## Premios y nominaciones
| Año  | Categoría                                              | Premio                     | Serie      | Resultado |
| ---- | ------------------------------------------------------ | -------------------------- | ---------- | --------- |
| 2017 | Best Exit (junto a Samantha Womack)                    | Inside Soap Award          | EastEnders | Nominadas |
| 2011 | Sexiest Female                                         | British Soap Award         | EastEnders | Nominada  |
| 2009 | Fatal Attraction (junto a Robert Kazinsky)             | All About Soap Awards      | EastEnders | Ganaron   |
| 2009 | Killer Secret (junto a Robert Kazinsky & Scott Maslen) | All About Soap Awards      | EastEnders | Nominados |
| 2009 | Favourite Female Soap Star                             | TV Now Awards              | EastEnders | Nominada  |
| 2008 | Most Popular Newcomer                                  | National Television Awards | EastEnders | Ganadora  |
| 2008 | Best Newcomer                                          | British Soap Awards        | EastEnders | Nominada  |
| 2008 | Best Onscreen Partnership (junto a Samantha Womack)    | British Soap Awards        | EastEnders | Nominadas |
| 2008 | Best Newcomer                                          | Inside Soap Awards         | EastEnders | Ganadora  |
| 2008 | Best Newcomer                                          | TV Choice Awards           | EastEnders | Nominada  |
| 2008 | Best Onscreen Partnership (junto a Samantha Womack)    | Digital Spy Soap Awards    | EastEnders | Ganaron   |
| 2008 | Best Newcomer                                          | Digital Spy Soap Awards    | EastEnders | Ganadora  |